# Station Fishbourne
Fishbourne is een spoorwegstation van National Rail in Chichester in Engeland. Het station is eigendom van Network Rail en wordt beheerd door Southern. 